# Parkhill Wood
Parkhill Wood är en skog i Storbritannien.   Den ligger i riksdelen Skottland, i den norra delen av landet, 600 km norr om huvudstaden London.